# Kalifornijski Indijanci
Kalifornijski Indijanci, plemena američkih prastanovnika s kulturnog područja Kalifornije. To su, viz.: Shasta, Chimariko, Wintu, Nomlaki, Patwin, Achomawi, Atsugewi, Yana, Pomo, Maidu, Nisenan, Yana, Yahi, Wappo, Miwok, Costanoan, Esselen, Yokuts, Salinan, Tübatulabal, Chumash, Mohave, Kitanemuk, Serrano, Fernandeño, Cahuilla, Gabrieleño, Nicoleño, Juaneño, Cupeño, Yuma, Kamia, Halchidhoma, Diegueño (Ipai, Tipai), Akwa'ala, nestali Alakwisa i dijelom Washo. Pleme Takelma iz jugozapadnog Oregona, također bi trebalo pripisati kalifornijskom kulturnom području (Eva Lips). Njihova privreda je čisto žetelačka, a jedinu kulturu koju su uzgojili je duhan.
Među ovim plemenima nema onih koji govore jezicima porodica Quoratean, Weitspekan, Wishoskan i Athapaskan iz sjeverozapadne Kalifornije čiji tip kulture pripada kulturnom području Sjeverozapadne obale; Indijanaca Modoc koji pripadaju Platou i nekih plemena iz istočne Kalifornije koji govore šošonski i pripadaju Velikom slanom bazenu. Njihova kultura je sakupljačka, a organizacija po malenim nomadskim obiteljskim bandama.
Plemena Kalifornije uglavnom su malena a simbolizira je sakupljanje žira i divljeg kestena. Žir se sakupljao u jesen, a Lipsova ovo naziva  'žetelačka privreda' . Od njega se nakon ljuštenja, mrvljenja na mlinskom kamenu-metate s prikladnim kamenom (mano), sušenja na suncu, prosijavanja i naposljetku ponovnog sušenja, dobivalo brašno kojem je namakanjem odstranjena gorčina, koristilo za izradu kruha poznatog u engleskom jeziku kao acorn bread. Zbog obilja žira, i kestena koji ga je mogao zamijeniti, kalifornijskim Indijancima nije bilo potrebno veliko područje kako bi došli do hrane. Nije bilo potrebe daleko otići od kuće kako bi se došlo do osnovne živežne namirnice. Zbog toga su njihova plemenska područja prilično malena, sjedilačka i gusto naseljena. kalifornijska plemena nisu poznavala glad. što se znalo dogoditi među plemenima velikog bazena (dosta često) ili na prerijama.
Do ostale hrane dolazilo se lovom na jelena, zeca, ptice, ribolovom i sakupljanjem divljeg voća i drugog bilja.
|  |  |

## Vanjske poveznice
- Cooking With Acorns
- Kalifornijsko kulturno područje  Arhivirana inačica izvorne stranice od 20. veljače 2021. (Wayback Machine)